# لا بولا
بلدية لا بولا (بالإسبانية: La Bola) هي بلدية تقع في مقاطعة أورينسي التابعة لمنطقة غاليسيا شمال غرب إسبانيا.

## الديموغرافيا
بلغ عدد سكان بلدية لا بولا 1.436 نسمة عام 2011 (وفقاً للمعهد الوطني للإحصاء الإسباني).
| 1.648 | 1.599 | 1.542 | 1.525 | 1.497 | 1.486 | 1.436 |